# Agudo (Río Grande del Sur)
Agudo es un municipio brasileño del estado de Río Grande del Sur.
Se encuentra ubicado a una latitud de 29º38'43" Sur y una longitud de 53º14'24" Oeste, estando a una altitud de 83 metros sobre el nivel del mar. Su población estimada para el año 2004 era de 17.833 habitantes.
Ocupa una superficie de 553,1 km².
La ciudad se encuentra en el centro del estado y tiene como vecinos a los municipios pertenecientes a la Quarta Colônia, a pesar de que algunos lo consideran formar parte de ella. El gentilicio para los nacidos en esta localidad es agudense.
El nombre Agudo se debe al cerro localizado en esa región, denominado Cerro Agudo, por ser acentuado. El cerro representa una atracción local, estando de frente a la avenida principal, siendo un punto de recreación.

## Historia
Es una ciudad con ascendencia alemana. Pertenecía al municipio de Cachoeira do Sul hasta su emancipación en 1959.

## Cultura
Posee una tradición alemana, teniendo como principal fiesta la feria de Volksfest (en alemán "Fiesta del pueblo"), que se realiza en la última semana de julio. La fiesta se lleva a lo largo de cuatro días, donde se pueden apreciar show de bandas locales y danzas folclóricas. El 25 de julio es feriado municipal, ya que se celebra el día del colono y del motorista.

## Turismo
Agudo tiene como puntos turísticos al Balneario Drews, la Cascada de Raddatz, la Cascada Friedrich, la Gruta del Indio, el Cerro de la Figueira (531m de altitud), y las iglesias Católica y Evangélica (Luterana), además de las travesías por el río Jacuí y la Usina Hidroeléctrica Dona Francisca.

## Paleontología
Esta ciudad pertenece a geoparque de Paleorrota.